# Многопръстенчата коралова змия
Многопръстенчатите коралови змии (Micrurus multifasciatus) са вид влечуги от семейство Аспидови (Elapidae).
Срещат се в Централна Америка.
Таксонът е описан за пръв път от италианския зоолог Джорджо Ян през 1858 година.